# Đồng nhất (triết học)
Đồng nhất (tiếng Trung: 同一性; Hán-Việt: đồng nhất tính; tiếng Anh: identity, tiếng Latinh: identitas) trong triết học là quan hệ mà mỗi vật mang chỉ đối với nó mà thôi. Khái niệm bản thể làm nổi lên nhiều vấn đề không được giải quyết trong triết học, như sự đồng nhất bản thể (nếu x và y có chung tất cả các tính chất, thì có phải chúng cùng là một đối tượng), và các vấn đề về bản thể và biến đổi và bản thể cá nhân.
Việc phân biệt khái niệm bản thể trong triết học và bản sắc trong tâm lý học và trong khoa học xã hội (vốn được biết đến nhiều hơn) là cần thiết. Khái niệm bản thể triết học chỉ "quan hệ" (logic), đặc biệt là quan hệ mà x và y đứng trong đó nếu và chỉ nếu chúng cùng là một thứ, hoặc đồng nhất với nhau (có nghĩa là nếu và chỉ nếu x = y). Bản sắc trong khoa học xã hội, trái lại, nói về nhận thức về bản thân của một người, về bản chất xã hội, và tổng quát hơn, về các khía cạnh của một con người làm cho họ là duy nhất, hay khác biệt về chất so với những người khác (ví dụ bản sắc văn hóa, bản sắc giới tính, bản sắc quốc gia, bản sắc trực tuyến và quá trình hình thành bản sắc).